# 百度智能云
百度智能云是由百度创建并运营，提供云计算服务的网站，创立于 2015年。最初称百度云或百度开放云。2019年4月更改为现名。 于2018年7月率先在中国大陆推出IPv6落地方案。 在中国大陆云计算市场排名第四，营收突破十亿元人民币，达11亿元。 

## 服务
服务包括云计算、网站托管、云存储、CDN、数据库、网络安全、数据分析、多媒体、物联网以及APP。 在北京 、阳泉、广州、苏州、上海、武汉、香港设有数据中心。

## 评价和意义
百度公司自身对百度智能云的发展充满信心。百度副总裁，百度智能云总经理尹世明在2019百度AI开发者大会说，智能云将百度多年技术积累、工程化开发能力、资源生态三方面的优势进行整合，共享给社会，共享给产业，去加速每个产业的智能化升级。。